# Demon
Demon (en rus: Демон, El dimoni) és una òpera en tres actes composta per Anton Rubinstein sobre un llibret rus de Pavel Alexandrovich Viskovatov, basat en un poema de Mikhaïl Lérmontov. S'estrenà al Teatre Mariïnski de Sant Petersburg el 25 de gener de 1875 dirigida per Eduard Nápravník.

## Origen i context
El poema de Lérmontov, un conte romàntic on el diable s'enamora i és fins i tot redimit per l'amor, va ser prohibit com un sacrilegi fins al 1860. La seva popularitat i la seva història esgarrifosa el feren un excel·lent candidat per a un llibret d'òpera, i Rubinstein va elaborar un primer esborrany del llibret, en el qual es va basar després Viskovatov per escriure el text final.

## Representacions
Rubinstein va convidar a diversos músics del grup conegut com Els Cinc, així com el crític Vladimir Stasov a una audiència privada de l'òpera el setembre de 1871, on els assistents no consideraren el treball favorablement. No obstant això, alguns motius melòdics de Demon van inspirar alguns motius similars de Khovànxtxina de Mússorgski i d'Eugeni Oneguin de Txaikovski.
L'òpera es va estrenar al Teatre Mariïnski de Sant Petersburg, el 25 de gener de 1875, dirigida per Eduard Nápravník. L'escenografia va ser de Mikhaïl Botxarov, Shishkov Matvey i Lagorio. L'estrena de Moscou va ser el 1879 al Teatre Bolxoi, dirigida per Enrico Bevignani.
Demon va rebre 100 presentacions en la primera dècada després de l'estrena. La primera actuació a París va ser el maig de 1911, on els crítics consideren que l'òpera estava antiquada. L'òpera va ser publicada per V. Bessel i Co, de Sant Petersburg, el 1876. Es va fer una nova edició el 1968 per Muzgiz, Moscou.	
Popular i insistent en els teatres russos, Demon amb prou feines apareix en altres latituds. Hi ha enregistraments en la llengua original. Rubinstein demostra en aquesta òpera que no va ser un músic rus en el sentit racial de la paraula, com poden ser-ho Rimski o Mússorgski, per citar a dos contemporanis seus. La seva estètica és cosmopolita, universalista, molt bolcada cap a les fórmules de l'òpera occidental, especialment a la maquinària de Meyerbeer i al melodisme italià.
A l'abril de 2018 es va estrenar al Gran Teatre del Liceu en una coproducció amb l'Helikon Opera de Moscou, el Staatstheater de Nuremberg i l'Opéra National de Bordeus. Anteriorment, el 1898 al Liceu s'havia representat Néro, la primera òpera russa representada a Barcelona.

## Anàlisi musical
L'òpera de Rubinstein, que segueix les convencions orientalistes -és a dir, imperialistes- de l'època, iniciades en música per Glinka, va tenir un enorme èxit que la va convertir en molt popular entre el públic i va tenir al seu torn una gran influència sobre l'òpera russa de la Belle Époque, especialment sobre Eugeni Oneguin de Txaikovski.